# ミズユキノシタ
ミズユキノシタ（Ludwigia ovalis）は、アカバナ科の植物。湿地や水中で生育する。

## 分布
日本、中国、朝鮮半島に分布。

## 生態
湖沼やため池の水辺や湿地などに生育するが、水中でも生長できる。葉は卵形で、長さ1-3cm、幅0.7-2cm。葉は互生する。葉や茎は赤みを帯びることもよくある。花期は7-10月、目立たない花を葉腋につける。花のがく片は4、花弁はない。

## 類似種
アメリカミズユキノシタやセイヨウミズユキノシタに似る。アメリカミズユキノシタとは、花に黄色い花弁をもつ点や、葉が対生する点などで区別できる。またセイヨウミズユキノシタも葉を対生するため、ミズユキノシタと区別できる。なおセイヨウミズユキノシタは花弁をもたない点でアメリカミズユキノシタと区別出来る。

## 利用
ミズユキノシタなどのチョウジタデ属植物は、アクアリウムで利用されることがある。その際には、総称として属名のルドウィジアで呼ばれることもある。水槽内で沈水状態で育てると、葉に赤みが出て美しくなる。